# 蘇打灣 (加利福尼亞州)
蘇打灣（英語：Soda Bay）是位於美國加利福尼亞州萊克縣的一個人口普查指定地區。

## 地理
蘇打灣的座標為39°00′04″N 122°47′21″W / 39.00111°N 122.78917°W，而該地最高點為海拔高度426米（即1398英尺）。

## 人口
根據2010年美國人口普查的數據，蘇打灣的面積為3.328平方千米，當中陸地面積為3.328平方千米，而水域面積為0.000平方千米。當地共有人口1016人，而人口密度為每平方千米305人。